# Homoneura adnata
Homoneura adnata är en tvåvingeart som beskrevs av Kim 1994. Homoneura adnata ingår i släktet Homoneura och familjen lövflugor. Inga underarter finns listade i Catalogue of Life.